# Ремингтон, Дебора
Дебора Ремингтон (англ. Deborah Remington, полное имя Deborah Williams Remington; 1930—2010) — американская художница-абстракционистка и педагог.

## Биография
Родилась 25 июня 1930 года в Хаддонфилде, штат Нью-Джерси, была дочерью Малкольма Ван Дейка и Хейзел (урождённой Стюарт) Ремингтон. Является потомком художника и скульптора Фредерика Ремингтона.
Проявив раннюю склонность к искусству, девочка поступила в классы школы  Philadelphia Museum School of Industrial Art, ныне это Филадельфийский университет искусств. Продолжив обучение в Художественном институте Сан-Франциско, в 1955 году Дебора окончила его, получив степень бакалавра изящных искусств (BFA); её учителем был художник-абстракционист Клиффорд Стилл.
К тому времени, когда Дебора окончила институт, она была связана бит-сценой калифорнийского Bay Area. В 1954 году она стала одним из шести художников и поэтов и единственной женщиной, которые основали легендарную художественную галерею Six Gallery в Сан-Франциско.
Художница два года жила и путешествовала в Японии, Юго-Восточной Азии и Индии. В Японии она изучала классическую и современную каллиграфию и зарабатывала на жизнь, занимаясь обучением английскому языку актёров. Это привело к некоторому участию её в фильмах категории B, в том числе в фильме «Nightmare's Bad Dream». Вернувшись в Соединённые Штаты, она основательно занялась живописью. Начала выставлять свои работы в галерее Dilexi Gallery в Сан-Франциско и провела персональные выставки в 1962, 1963 и 1965 годах. В 1965 году Дебора Ремингтон переехала в Нью-Йорк и уже в 1966 году провела свою первую персональную выставку в Нью-Йорке в галерее Bykert Gallery в Манхэттене. Следующие четыре её персональных выставок прошли там же между 1967 и 1974 годами.
В 1983 году в Ремингтон провела в Музее искусств округа Ориндж в Калифорнии ретроспективную выставку, посвященную её 20-летней деятельности, куратором которой был Пол Шиммель. Эта выставка позже побывала в Оклендском музей Калифорнии и других местах. В 1984 году художница была удостоена стипендии Гуггенхайма. В 1999 году она была избрана в Национальную академию дизайна и в том же году получила грант фонда Pollock-Krasner Foundation.
Дебора Ремингтон преподавала в Cooper Union с 1973 по 1997 год и в Нью-Йоркском университете с 1994 по 1999 год. Была художником-резидентом Института Тамаринд с 1973 года.
Умерла от рака в своем доме 21 апреля 2010 года в городе Мурстаун, штат Нью-Джерси. Была похоронена на кладбище Haddonfield Baptist Cemetery родного города.

## Творчество
Работы Деборы Ремингтон участвовали в более тридцати персональных выставках и сотне групповых выставок, в том числе трех ежегодных выставок в Музее американского искусства Уитни.
Произведения Ремингтон собраны многочисленными художественными учреждениями как в Соединённых Штатах, так и за рубежом: Чикагский институт искусств, Художественный музей Колумбуса, Художественный музей Беркли и Тихоокеанский киноархив, Смитсоновский музей американского искусства и Музей американского искусства Уитни, США; Оклендский военно-исторический музей, Новая Зеландия; Национальная библиотека Франции и Центр Помпиду, Париж; Музей Бойманса — ван Бёнингена, Роттердам и другие.